# Brezovica (kommun)

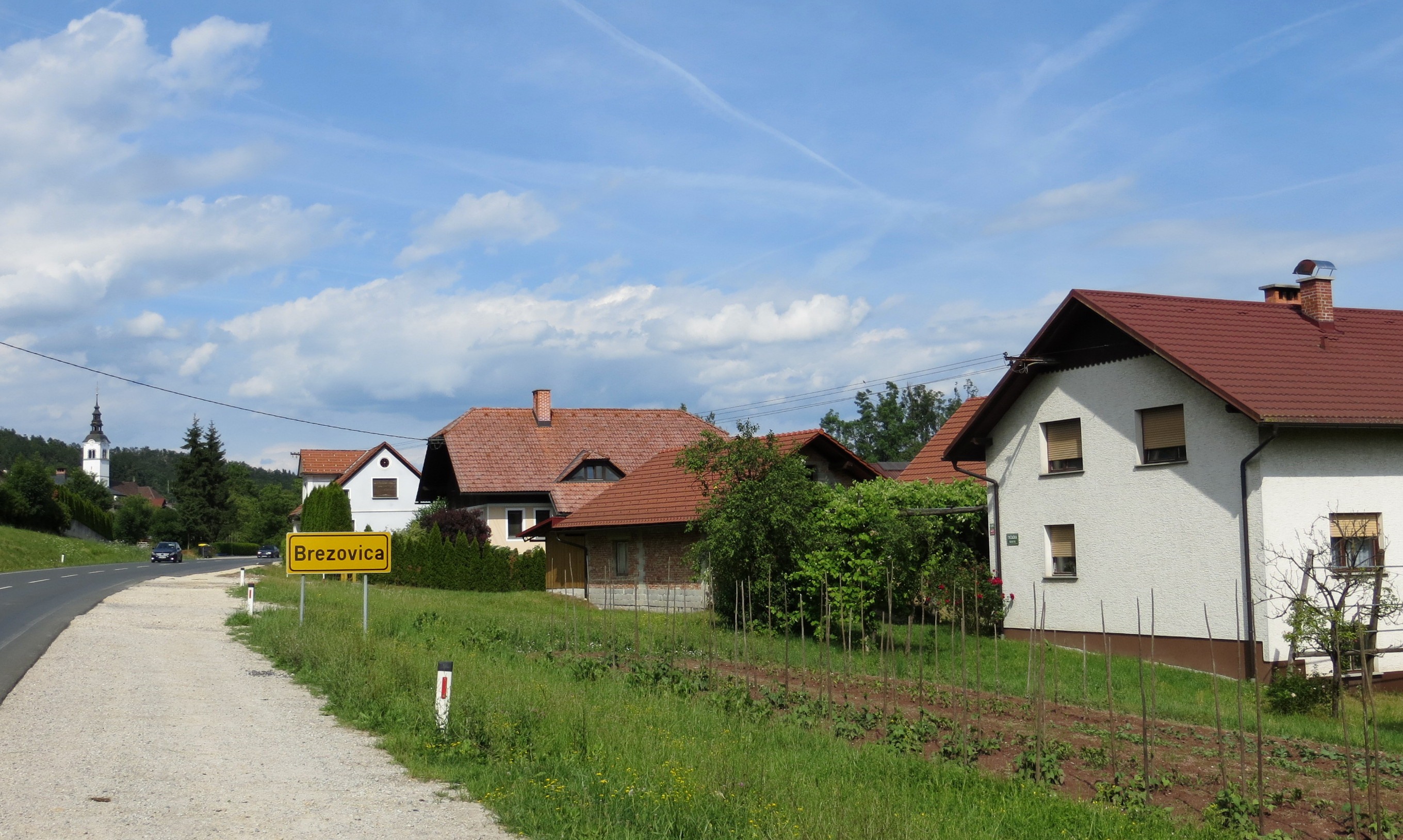
Brezovica, nära Ljubljana.

Brezovica är en kommun belägen i centrala Slovenien.